# Femdom

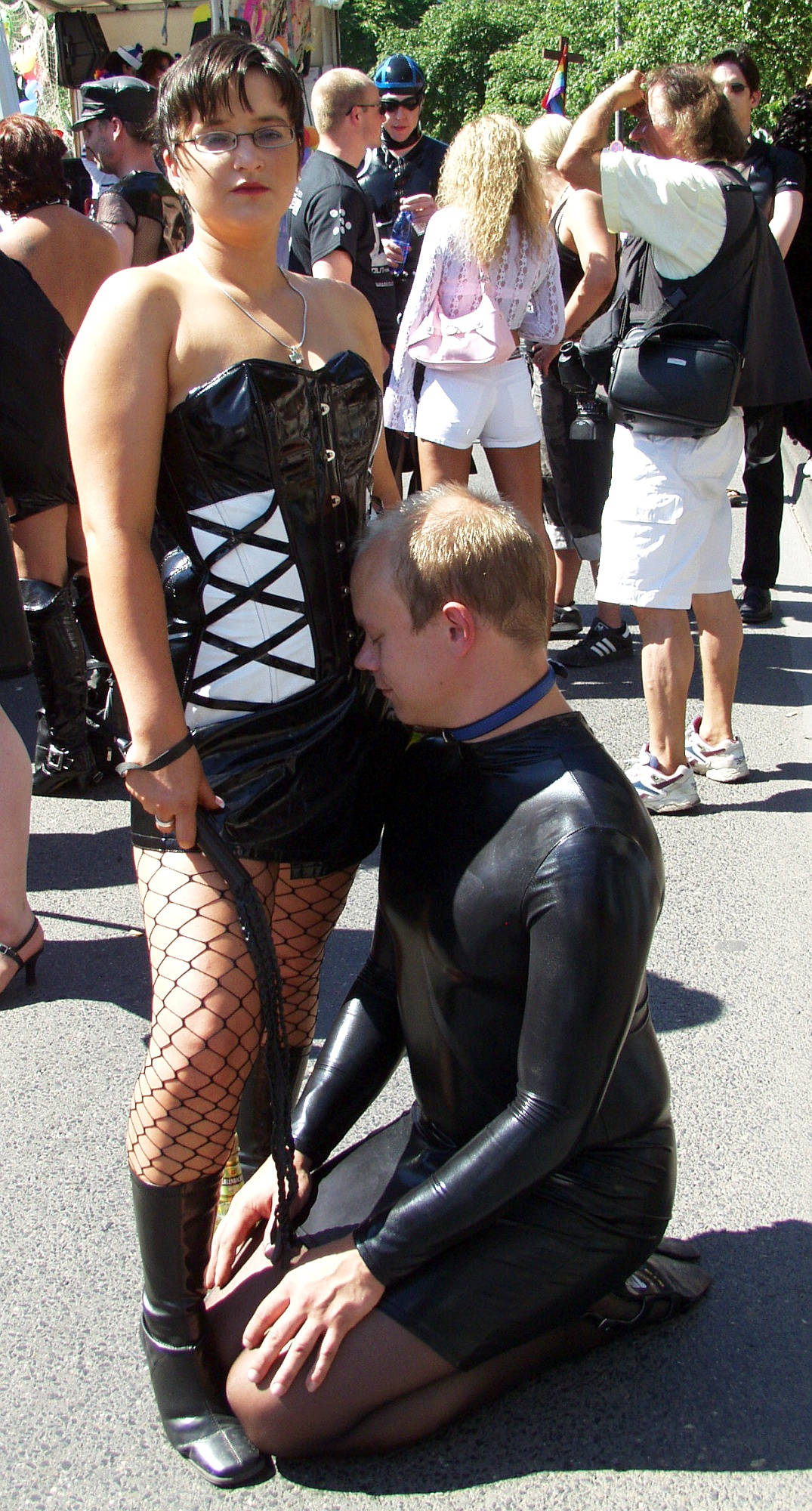
Ett femdom-par på Christopher Street Day 2006 i Köln, Tyskland

Femdom (förkortning av engelskans female domination, "kvinnlig överordning") är en utlevnad inom BDSM där kvinnan är den dominerande parten (dominatrix).